# Klockan 2 på natten, öppet fönster …
Klockan 2 på natten, öppet fönster … er Joakim Thåströms andet livealbum som soloartist, udgivet den 15. maj 2020 af Razzia/Sony.
Albummet er udgivet på stream, CD og på vinyl.
Albummet indeholder indspilninger fra Thåströms turnéer i 2017 og 2018 i forbindelse med udgivelsen af albummet Centralmassivet. Optagelserne er fra koncerter i Malmö Arena og Cirkus Stockholm, samt fra udendørsshowet på Way Out West i Göteborg. Albummets sange er primært taget fra Thåströms to foregående album Centralmassivet (“Centralmassivet”, “Bluesen i Malmö” og “Old Point Bar”)
og fra Den morronen (“Alltid va på väg”, “Kom med mig” og “Gräsfläckar”). 
Som på Thåströms første live-soloalbum Som jordgubbarna smakade... er albummets titel taget fra en linje i Thåströms sange, her fra første linje i “Bluesen i Malmö”.

## Trackliste
1. “Centralmassivet” 6:21
2. “Alltid Va På Väg” 5:34
3. “Kom Med Mig” 4:39
4. “Bluesen i Malmö”  4:28
5. “Brev Till 10:e Våningen” 5:25
6. “Det Enda Du Behöver” 3:49
7. “Gräsfläckar” 3:50
8. “Old Point Bar” 5:14
9. “Om Black Jim” 5:02

## Medvirkende musikere
- Joakim Thåström - Sang, guitar
- Ulf Ivarsson - El-bas
- Niklas Hellberg - Keyboards
- Pelle Ossler - Guitar
- Anders Hernestam - Trommer

## Modtagelse
Albummet modtog ved udgivelsen generelt posivite anmeldelser i Sverige. Det svenske internetsite kritiker.se scorede albummet til 4,6 ud af 5 baseret på 5 svenske anmeldelser. Svensk Gaffa gav albummet fem ud af seks stjerner. 
I Danmark gav Gaffa fem ud af seks stjerner.
Albummet blev nomineret til den svenske Grammis i kategorien “Årets rock 2021”